# Rio Guaraúna
Der Rio Guaraúna ist ein etwa 61 km langer linker Nebenfluss des Rio Tibaji im Süden des brasilianischen Bundesstaats Paraná.

## Geografie

### Lage
Das Einzugsgebiet des Rio Guaraúna befindet sich auf dem Segundo Planalto Paranaense (Zweite oder Ponta-Grossa-Hochebene von Paraná).

### Verlauf
Sein Quellgebiet liegt im Munizip Palmeira auf 799 m Meereshöhe 10 km westlich der Ortschaft Papagaios Novos etwa 5 km nördlich der BR-277.
Der Fluss verläuft zunächst ca. 4 km nach Westen und schwenkt dann für den Rest seines Laufs in überwiegend nördliche Richtung.  
In seinem Oberlauf bildet er die Grenze zwischen Palmeira und Ponta Grossa. Ab der Einmündung des Rio Guarauninha ist er der Grenzfluss zwischen den Munizipien Ponta Grossa und Teixeira Soares. Er mündet auf 778 m Höhe von links in den Rio Tibaji. Er ist etwa 61 km lang.

### Munizipien im Einzugsgebiet
Am Rio Guaraúna liegen die drei Munizipien Palmeira, Ponta Grossa und Teixeira Soares.

### Nebenflüsse
links:  
- Rio Guaraúninha

rechts:  
- Pulador
- Rio Barreiro
- Rio Tafona
- Rio Guabiroba
- Arroio da Laje
- Rio Carrapato.